# سوبر أكسيد ديسميوتاز
.
سوبر أكسيد ديسميوتاز ويسمى أيضًا بديسموتاز الفائق (بالإنجليزية: Superoxide dismutase) شيفرته المختصرة (EC 1.15.1.1) هو إنزيم يحفز ديسموتاز الفائق (O 2) إلى الأوكسجين وفائق أكسيد الهيدروجين وبالتالي، فهو يعتبر إنزيم هام في مضادات اللأكسدة المدافعة في جميع الخلايا تقريبا.

## الوظيفة
أهم وظيفة لهذا الإنزيم هو استعادة حيوية الخلايا، وتقليل سرعة تدميرها. ويقوم بمعادلة نوع من الجذور أو الشقوق الحرة يسمى السوبر أكسيد، ويعد أكثر أنواع الشقوق الحرة شيوعا، وربما أكثرها خطورة.
كما أن هذا الأنزيم يساعد في عمله على الاستفادة من النحاس والزنك والمنجنيز.
ومستويات هذا الإنزيم تميل إلى الانخفاض التدريجي مع التقدم في السن (في الوقت الذي يزيد فيه إنتاج الشقوق الحرة) وقدرته كعلاج مضاد للشيخوخة هي أمر قيد البحث حاليا.

## الأنواع
يوجد نوعان من هذا الأنزيم نوع بالنحاس ونوع بالزنك وكل من النوعين يعمل على حماية جزء خاص من الخلية. فالأول (النحاس) يعمل على حماية سيتوبلازم الخلية حيث تنتج الشقوق الحرة كنتيجة للأنشطة الأيضية المختلفة وأما الآخر (الزنك) فيكون فعالاً في حماية ميتوكوندريا الخلايا التي تحتوي على المعلومات الوراثية الخاصة بالخلايا وتعمل كموقع لإنتاج الطاقة.

## تواجده في النباتات
يوجد انزيم سوبر أكسيد ديسميوتاز بصورة طبيعية في الحبوب وبالأخص الشعير والقمح وكذلك في الكرنب والبروكلي والأوراق الخضراء.

## رد الفعل
رد فعل انزيم سوبر أكسيد ديسميوتاز هو تحفيز التطافر كما في التفاعلات التالية:
M (N +1) +-SOD + O 2 - → M + N-SOD + O 2
M N +-SOD + O 2 - + 2H + → M (N +1) +-SOD + H 2 O 2.
حيث M = النحاس (N = 1)؛ المنغنيز (N = 2)؛ الحديد (N = 2)؛ ني (N = 2).
في هذا رد فعل الدولة أكسدة من المعادن الموجبة تتأرجح بين N وN +1

## البكتيريا
خلايا الدم البيضاء البشرية توليد أنواع الأوكسجين التفاعلية الفائق وغيرها لقتل البكتيريا. خلال العدوى، وبعض البكتيريا (مثل بيركولديريا الراعومية) وبالتالي إنتاج ديسموتاز الفائق لحماية نفسها من التعرض للفناء.

## وصلات خارجية
- الوراثة المندلية البشرية عبر الإنترنت (OMIM): 105400 (ALS)
- The ALS Online Database نسخة محفوظة 26 أبريل 2011 على موقع واي باك مشين.
- A short but substantive overview of SOD and its literature.
- Damage-Based Theories of Aging نسخة محفوظة 5 يوليو 2012 على موقع واي باك مشين. Includes a discussion of the roles of SOD1 and SOD2 in aging.
- Physicians' Comm. For Responsible Med.
- SOD and Oxidative Stress Pathway Image
- Historical information on SOD research"The evolution of Free Radical Biology & Medicine: A 20-year history" and "Free Radical Biology & Medicine The last 20 years: The most highly cited papers"
- JM McCord discusses the discovery of SOD نسخة محفوظة 27 أبريل 2021 على موقع واي باك مشين.